# Жодна жінка не знає
«Жодна жінка не знає» (англ. No Woman Knows — американська драма режисера Тода Браунінга 1921 року.

## У ролях
- Макс Девідсон — Фердинанд Брандес
- Шнітц Едвардс — Герр Бауер
- Грейс Марвін — Моллі Брандес
- Бернісе Радом — Маленька Фанні Брандес
- Денні Гой — Алойзіус
- Е. Елін Воррен — Рабі Талман
- Реймонд Лі — Маленький Теодор Брандес
- Джозеф Свікард